# Мисула Ігор Романович
Ігор Романович Мисула (нар. 11 вересня 1958, м. Тернопіль, Україна) — український вчений у галузі реабілітаційної медицини, доктор медичних наук (1996), професор (2001), завідувач кафедри медичної реабілітації Тернопільського національного медичного університету імені І. Я. Горбачевського. Відмінник освіти України (2001).

## Життєпис
Закінчив з відзнакою Тернопільський медичний інститут (1981).
1981—1984 — аспірантура при кафедрі патологічної фізіології цього ж вишу.
У 1984—1996 — асистент, старший викладач, 1996—1998 — доцент кафедри патологічної фізіології, 1998—2001 — завідувач кафедри екстремальної та військової медицини.  
З 2001 року очолює кафедру медичної реабілітації Тернопільського національного медичного університету імені І. Я. Горбачевського.
У 2020 році отримав другу спеціальність лікаря фізичної та реабілітаційної медицини.
1998—2014 — проректор з навчальної роботи, потім перший проректор Тернопільської державної медичної академії, згодом ДВНЗ «Тернопільський державний медичний університет імені І.Я.Горбачевського МОЗ України». Забезпечив організаційні засади для відкриття в університеті фармацевтичного (2000 р.), стоматологічного (2004 р.) факультетів, факультету іноземних студентів (2006 р.), дистанційної форми навчання для медсестер, здійснив ліцензування нових для медичних ВНЗ спеціальностей напряму підготовки «Біологія» (2010 р.) та «Здоров’я людини» (2012 р.), щорічно організовував на базі університету Всеукраїнські навчально-методичні конференції. 
Член експертної ради з медицини та фармації ДАК України та методичної ради ЦМК з ВМО МОЗ України з 2008 по 2013 роки, голова робочої групи МОЗ України з створення стандартів вищої освіти з спеціальності «Фізична реабілітація» (наказ МОЗ України від 09.11.2015 р № 733). У 2016 р обраний терміном на  3 роки Головою науково-методичної комісії 12 з Охорони здоров’я і соціального забезпечення  МОН України і одночасно членом підкомісії 227 «Фізична терапія, ерготерапія» (наказ МОН України від 06.04.2016 р №375). 
У 2019 р. вдруге був обраний на черговий термін (3 роки) Головою науково методичної комісії 11 з Охорони здоров’я і соціального забезпечення МОН України, членом підкомісії 227 «Фізична терапія, ерготерапія» (наказ МОН України від 25.04.2019 р № 582). 
Співавтор Стандарту вищої освіти для освітньо-кваліфікаційного рівня бакалавр (наказ МОН України від 19.12.2018 р, № 1419).

## Наукова діяльність
Наукові інтереси: Реабілітація хворих з захворюваннями серцево-судинної, нервової систем; впровадження індивідуальних реабілітаційних програм на основі вегетативного паспорта пацієнта. 
У 1984 році захистив дисертацію і отримав науковий ступінь кандидата медичних наук, у 1996 — науковий ступінь доктора медичних наук. 

## Доробок
Автор і співавтор 449 друкованих праць, серед яких 14 патентів на винаходи, 3 підручники, 7 навчальних посібників, 2 монографії. 
Під керівництвом захищено 8 кандидатських дисертацій, завершується оформлення ще 2 докторських та 4 кандидатських дисертацій.
Окремі праці
- Фізична, реабілітаційна та спортивна медицина. Підручник для студентів і лікарів / За заг. ред. В. М. Сокрута/ Автори: Сокрут В. М., Синяченко О. В., Сокрут О. П.,  Мисула І. Р., Алексєєва Л. А., Сябренко Г. П., Попов В. М. - Краматорск: «Каштан».- 2019.-Т.1.- 478с.
- Фізична, реабілітаційна та спортивна медицина: Нейрореабілітація. Підручник для студентів і лікарів / За заг. ред. В.М. Сокрута/ Автори: Сокрут В.М., Синяченко О.В., Сокрут О.П.,  Алексєєва Л.А., Мисула І.Р., Попович Д.В., Тарасова В.І., Селезньова С.В., Сябренко Г.П., Сухомлин Г.М., Сокрут М.В., Попов В.М., Іващук І.П., Петренко А.Ю. - Краматорськ: «Каштан»,   2020. – т. 2.
- Реабілітаційні технології при остеоартрозі колінних суглобів у пацієнтів похилого віку. Монографія/ Автори: Стельмах Г.О., Мисула І.Р., Бакалюк Т.Г.- Тернопіль: «Крок».- 2019.-147 С.
- Основи медичної та соціальної реабілітації в медсестринстві. Навчальний посібник/ Автори: Вакуленко Л.О., Мисула І.Р., Левицька Л.В., Вакуленко Д.В., Прилуцька Г.В., Кутаков С.В., Прилуцький З.П., Начас О.М.– Тернопіль: «Укрмедкнига».- 2015. – 455с.
- Сусла О.Б. Кальцифікація серця і судин при хронічній хворобі нирок: проблемні питання етіології і патогенезу // Сусла О.Б., Гоженко А.І., Бергєр Й., Мисула І.Р., Швед М.І., ЛиходідО.М./ Фізіоло-гічний журнал. 2017, Т. 63, № 5, С.80-93.
- Сусла О.Б. Одна гемодиализная сессия и эндотелиальная дисфункция у пациентов с терминальной почечной недостаточностью// Сусла О.Б., Мисула И.Р., Гоженко А.И./ Клиническая медицина. 2017, № 10, С. 56-64.
- I.Mysula. The Current State of  Rehabilitation of  Ukrainian Citizens// I. Mysula, Yu.Mysula, N. Sydliaruk/ Health Problems of Civilization. 2017. V.11, №4. P.252-256.
- Igor Mysuła. Zaburzenia biomechaniczne u pacjentów z pierwotną chorobą zwyrodnieniową stawu kolanowego: rola terapii fizycznej// Igor Mysuła, Tetiana Bakaluk, Galyna Sirant, Nataliya Sydliaruk, Yuriy Mysula/ Health Problems of Civilization. 2019. V.13, №1. P.56-60.
- Skochylo O. Evaluation of structural changes in the area of experimental mandibular defect when applying osteoplastic materials based on various component percentage of   hydroxyapatite  and polylactide// Skochylo O., Mysula I., Ohonovsky R., Pohranychna Y., Pasternak Y./ Georgian medical news. 2019, #9. Vol. 294. P. 145-150.
- Zofia Kubińska. Physical activity in primary and secondary physioprophylaxis// Zofia Kubińska, Kamil Zaworski, Igor Mysula, Agata Pocztarska-Głos/ Health Problems of Civilization. 2020. V.14, №1. P.34-42.
- Gustaw Wojcik. Lumbar lordosis angle value analysis and bone tissue density in the ls section in women after 50 years old// Gustaw Wojcik, Elzbieta Rutkowska, Ihor Mysula, Adam Szepeluk/ Wiadomości Lekarskie, VOLUME LXXIII, ISSUE 4, APRIL 2020. P. 708-712.
- І.Р.Мисула. Система реабілітації в Україні та шляхи її вдосконалення// І.Р.Мисула, Т.Г.Бакалюк, А.О.Голяченко, Н.І.Сидлярук, Ю.І.Мисула, М.С.Мисула, Ю.В.Завіднюк/ Здобутки клінічної і експериментальної медицини. 2019.- №3. С. 177-182.
- І.Р.Мисула. Застосування «Міжнародної класифікації функціонування, обмежень життєдіяльності та здоров'я» при викладанні клінічних дисциплін у фізичних терапевтів// І.Р.Мисула, Т.Г.Бакалюк, Г.О.Стельмах, Х.Я.Максів/ Медична освіта. 2019. № 3. С. 28-30.
- Z. Kubińska Physioprophylaxisin Physiotherapy with Emphasis on Physical Activity //Z. Kubińska,  I. Mysula, K. Zaworski, A. Pocztarska-Głos/ Галицький лікарський вісник.  2019.  Т. 26, число 2.  С. 44-47.
- Т. Г. Бакалюк. Патобіомеханічні порушення та методи корекції при первинному гонартрозі у пацієнтів похилого віку // Т. Г. Бакалюк, І. Р Мисула, Г. О. Стельмах, Ю. В. Завіднюк, Х. Я. Максів, Н. Б. Жеворонко / Здобутки клінічної і експериментальної медицини. 2018. № 4. C. 47-52.
- O. V. Kozyavkina. Forecasting caused by kozyavkin© method changes in hand function parameters in children with spastic form of cerebral palsy at their baseline levels as well as EEG, HRV and GDV// O. V. Kozyavkina, N. V. Kozyavkina, М. S. Hordiyevych, Т. B. Voloshyn, V. I.Lysovych, V. Y. Babelyuk, H. I. Dubkova, T. A. Korolyshyn, D. V. Popovych, I. R.Mysula, N. I. Sydliaruk, W. Zukow, I. L. Popovych/ Здобутки клінічної і експериментальної медицини. 2018. № 4. C. 17-35.
- І. Р. Мисула. Організація реабілітаційної допомоги людям похилого віку в умовах обласної фізіотерапевтичної лікарні реабілітації//  І. Р. Мисула, Т. Г. Бакалюк, Л. В. Синоверский, Д. В. Попович, Г. О. Сірант, Ю. В. Завіднюк/ Реабілітація та паліативна медицина. 2018. № 1(7). С. 13-18.
- Т. Г. Бакалюк. Суглобовий біль при первинному гонартрозі у людей похилого віку: шляхи підвищення ефективності реабілітації// Т.Г.Бакалюк, І.Р. Мисула, Г.О. Сірант, Ю.В. Завіднюк, О.Я. Зятковська/ Здобутки клінічної і експериментальної медицини. 2018. №2. С. 36-42.
- І. Р. Мисула. Шляхи вдосконалення викладання медичної реабілітації в сучасних умовах// І.Р.Мисула, А.О.Голяченко, Т.Г.Бакалюк, О.Я.Зятковська, Ю.В.Завіднюк, Г.О.Сірант/ Медична освіта. 2018. № 1. С. 39-43.

## Редакційна та громадська робота[ред. | ред. код]
Ігор Романович Мисула веде активну громадську роботу, зокрема він є:
- членом ГО «Українське товариство фізичної та реабілітаційної медицини»[3];
- відповідальним виконавцем проекту REHAB програми ЄС Erasmus+КА2 «Інноваційна реабілітаційна освіта – Впровадження нових програм магістра в Україні» (2018-2021 рр.)[3]
- виконавцем українсько-польської програми спільних наукових досліджень з питань фізіопрофілактики. Читає лекції та проводить практичні заняття польською мовою з фізичної реабілітації та фізичної терапії у польському вищому навчальному закладі імені Папи Римського Івана Павла II у Білій Підлясці[3].
- членом редколегії газети «Медична академія»[3];
- з 1999 року заступником головного редактора фахового науково-практичного журналу «Медична освіта»[10].

Був членом експертної ради з медицини та фармації Державної атестаційної комісії України та методичної ради ЦМК з ВМО МОЗ України у 2008—2013 роках.

## Нагороди
- 2 Почесні грамоти Кабінету Міністрів України (№ 12960 від 30.05.2007 р.; № 19174 від 18.12. 2009 р.)[3];
- 3 Почесні грамоти МОЗ України (№ 197- КН від 2006р.; № 463- КН від 2007 р; № 98-КН від 2012р.)[3];
- Грамота Тернопільської обласної ради (2010 р.)[3];
- Грамота Тернопільської обласної державної адміністрації (2011 р.)[3];
- Грамота обласного управління охорони здоров'я ТОДА (2017)[11];
- Грамота Тернопільської міської ради (2004р.)[3];
- Відмінник освіти України (2001 р.)[3].